# 웨일스 의회
웨일스 의회(웨일스어: Senedd Cymru, 영어: Welsh Parliament)는 웨일스의 입법부(지방 의회)이다.

## 같이 보기
- 웨일스 의회 의원
- 스코틀랜드 의회
- 북아일랜드 의회